# Tagora undulosa
Tagora undulosa är en fjärilsart som beskrevs av Walker. Tagora undulosa ingår i släktet Tagora och familjen Eupterotidae. Inga underarter finns listade i Catalogue of Life.